# Richard de Clare (lord de Clare)
Pour les articles homonymes, voir Richard de Clare.
Richard de Clare ou de Ceredigion ou encore Richard Fitz Gilbert († 15 avril 1136), lord de Clare (Suffolk) et de Tonbridge (Kent) en Angleterre, et de Cardigan (ou Ceredigion) dans le Pays de Galles, fut un baron anglo et cambro-normand des règnes d'Henri Ier (1100-1135) et Étienne d'Angleterre (1135-1154).

## Biographie
Il est le fils aîné de Gilbert de Clare († 1117) et d'Alice de Clermont-en-Beauvaisis. Il succède à son père dans ses possessions anglaises  et galloise de Clare, Tonbridge et Cardigan. Son frère cadet Gilbert hérite des possessions normandes de la famille. 
Richard de Clare semble être proche du roi Henri Ier d'Angleterre, car celui-ci lui pardonne ses exactions dans quatre comtés en 1130, et l'aide à rembourser une forte dette aux prêteurs d'argent juifs de Londres.
Il passe pratiquement toute sa vie à consolider et exploiter les territoires conquis par son père dans le Pays de Galles. Dans ce but, il se construit un réseau d'alliance avec les barons locaux et anglais. D'après la Gesta Stephani, en récompense de son allégeance à Étienne en 1135, il obtient de vastes territoires, bien qu'on ne sache pas lesquels. Contrairement à ce que laisse entendre toute une littérature, Richard n'a jamais été créé comte d'Hertford par Étienne. C'est seulement vers 1141 que son fils cadet Gilbert reçoit le titre et le comté. En 1136, il prend la tête d'une importante troupe et se dirige vers Ceredigion. Il a été écrit qu'il se rendait là-bas pour fomenter la guerre contre le roi. Durant le trajet, il tombe dans une embuscade tendue par les frères Morgan et Iorwerth ab Owain, lords de Gwynllwg, et il est tué. D'après les déductions faites grâce aux commentaires de Giraud de Barri, l'attaque aurait eu lieu dans la passe de Grwyne Fawr, entre Abergavenny et Talgarth. 
Son corps fut rapatrié à l'abbaye de Gloucester pour y être inhumé. Sa mort connue, Ceredigion est reconquise par Owain Gwynedd, roi de Gwynedd. Baudouin de Clare, plus jeune frère de Richard, est envoyé par le roi Étienne pour supprimer la révolte fin 1136-1137, mais il échoue. 
Richard de Clare fonde un nouveau prieuré à Tonbridge (Kent), et il fait rebâtir l'église collégiale de Llanbadarn Fawr. Il est aussi un bienfaiteur des autres maisons patronnées par sa famille, Clare et Cardigan. En 1124, il déplace le prieuré de Clare sur le site de Stoke à quelques kilomètres de là, et y fait reconstruire l'église et les autres bâtiments.

## Famille et descendance
Il épouse Alice de Meschin, fille de Ranulph le Meschin, 3e comte de Chester. Ils ont pour descendance connue :
- Gilbert († 1152/1153), 1er comte d'Hertford ;
- Roger († 1173), 2e comte d'Hertford. Il succède à son frère ;
- Richard († 1190) ;
- Godffrey, mort jeune ;
- Rohaise, épouse de Gilbert de Gand, comte de Lincoln, puis de Robert FitzRobert ;
- Agnès, épousa Richard Scrope de Barton (Lincolnshire) ;
- Alice de Clare, épousa Cadwaladr ap Gruffydd, fils de Gruffydd, roi de Gwynedd.

Il est probable qu'ils aient eu deux autres filles, même s'il n'y a pas de preuves directes :
- Lucy († ap. 1155), épousa Baudouin de Reviers, comte de Devon ;
- Adelisa († av. 1166), épousa Guillaume de Percy.

### Sources
- David Crouch, « Clare, Richard de (d. 1136) », dans Oxford Dictionary of National Biography, Oxford University Press, 2004. Accédé en décembre 2008.
- Comtes d'Hertford sur Medieval Lands